# حویلیان
حویلیان (به انگلیسی: Havelian) یک شهر در پاکستان است که در ناحیه ابوت‌آباد واقع شده‌است. حویلیان ۴۰٬۴۸۱ نفر جمعیت دارد.